# ستيفن سودربرغ
ستيفن أندرو سودربرغ (بالإنجليزية: Steven Soderbergh)‏ (ولد في 14 يناير 1963) هو مخرج أفلام وكاتب سيناريو ومنتج وممثل أمريكي. وهو رائد في السينما المستقلة الحديثة. يُعد مخرجًا لامعًا وكثير الإنتاج.
أخذت انطلاقة سودربرغ الإخراجية -فيلم الدراما جنس وأكاذيب وشريط فيديو (1989)- سودربرغ إلى دائرة الضوء العام إثباتًا لوجوده الملحوظ في صناعة السينما. في سن السادسة والعشرين، أصبح سودربرغ أصغر مخرج منفرد يفوز بجائزة السعفة الذهبية في مهرجان كان السينمائي ما حقق للفيلم نجاحًا تجاريًا على مستوى العالم، من بين العديد من الجوائز. أظهرته انطلاقته لهوليوود حيث أخرج كوميديا الجريمة أوت أوف سايت (1998)؛ السيرة الذاتية لإيرين بروكوفيتش (2000) وفيلم دراما الجريمة ترافيك (إتجار) (2000)، وفاز الأخير بجائزة الأوسكار لأفضل مخرج. حظى سودربرغ بنجاح كبير وحاسم في ثلاثية أوشن وامتياز الفيلم (2001-18)؛ كونتاجيون (عدوى) (2011)؛ ماجيك مايك (2012)؛ سايد إيفيكت (آثار جانبية) (2013)؛ لوغان لاكي (2017)؛ وأنساين (2018). على الرغم من مسيرته السينمائية الممتدة على العديد من الأنواع، إلا أن مكانته السينمائية تركزت على الأفلام النفسية والجريمة والإثارة في السرقة. حققت أفلامه أكثر من 2.2 مليار دولار أمريكي في جميع أنحاء العالم وحصلت على تسعة ترشيحات لجوائز الأوسكار وفازت بسبعة.
غالبًا ما تتمحور أفلام سودربرغ حول مفاهيم مألوفة تُستخدم غالبًا في أفلام هوليوود ذات الميزانية الضخمة ولكن مع نهج طليعي لها. تركز هذه الأفلام على موضوعات تغيير الهويات الشخصية والانتقام والجنس والأخلاق والحالة الإنسانية. تحتفظ أفلامه الروائية بالتصوير السينمائي المميز نتيجة لاستخدامه الليبرالي للسينما الطليعية إلى جانب تنسيقات الأفلام والكاميرات غير التقليدية. ترتكز العديد من أفلام سودربرغ على قصص متعددة الأبعاد مع حيل محبوكة، ورواية قصص غير مترابطة، وتسلسل تجريبي، ومشاهد صوتية مشوّقة، ونقاط تَصوّر الشخص الثالث. بشكل فريد، غالبًا ما يشغل منصب مدير التصوير والمنتج تحت الاسم المستعار لكل من بيتر أندروز وماري آن برنارد.

## نشأته
وُلد سودربرغ في 14 يناير 1963 في أتلانتا، جورجيا، لوالديه ماري آن (نيه برنارد) وبيتر أندرو سودربرغ، الذي كان مديرًا جامعيّاً ومعلمًا. يمتلك سودربرغ جذورًا سويدية وإيرلندية وإيطالية. هاجر جدّ سودربرغ الأول إلى الولايات المتحدة من ستوكهولم. عندما كان طفلاً، انتقل مع عائلته إلى شارلوتسفيل، فرجينيا، حيث عاش خلال فترة المراهقة، ثم إلى باتون روج، لويزيانا، حيث أصبح والده عميدًا للتعليم في جامعة ولاية لويزيانا (LSU). اكتشف سودربرغ صناعة الأفلام في سن المراهقة وأخرج أفلامًا قصيرة بكاميرات سوبر 8 و16 مم. التحق بمدرسة مختبر جامعة ولاية لويزيانا للمرحلة الثانوية قبل أن يتخرج وينتقل إلى هوليوود ليحترف صناعة الأفلام الاحترافية. في وظيفته الأولى كان يعمل كمؤلف برامج ألعاب وحاملًا للوحة الإشعار؛ بعد فترة وجيزة من ذلك وجد عملًا حرًا كمحرر أفلام. خلال هذا الوقت، أخرج فيديو حفل 9012 مباشر لفرقة الروك يس في عام 1985، والذي حصل بسببه على جائزة الغرامي لأفضل فيديو موسيقي طويل.

## أعماله
| سنة  | عنوان                     | مخرج | كاتب | ملاحظات                                                                                                |
| ---- | ------------------------- | ---- | ---- | --- |
| 1989 | Sex, Lies, and Videotape  |      |      | ترشح - جائزة الأوسكار لأفضل سيناريو أصلي ترشح - جائزة الغولدن غلوب لأفضل سيناريو أصلي                  |
| 1991 | Kafka                     |      |      | |
| 1993 | King of the Hill          |      |      | |
| 1995 | The Underneath            |      |      | |
| 1996 | Gray's Anatomy            |      |      | |
| 1997 | Nightwatch                |      |      | |
| 1996 | Schizopolis               |      |      | |
| 1998 | Out of Sight              |      |      | |
| 1999 | The Limey                 |      |      | |
| 2000 | Erin Brockovich           |      |      | ترشح - جائزة الأوسكار لأفضل مخرج ترشح - جائزة الأوسكار لأفضل فيلم ترشح - جائزة الغولدن غلوب لأفضل فيلم |
| 2000 | Traffic                   |      |      | |
| 2001 | Ocean's Eleven            |      |      | |
| 2002 | Full Frontal              |      |      | |
| 2002 | Solaris                   |      |      | |
| 2004 | Ocean's Twelve            |      |      | |
| 2005 | Bubble                    |      |      | |
| 2006 | The Good German           |      |      | |
| 2007 | Ocean's Thirteen          |      |      | |
| 2009 | The Girlfriend Experience |      |      | |
| 2009 | The Informant!            |      |      | |
| 2011 | Contagion                 |      |      | |
| 2012 | Haywire                   |      |      | |
| 2012 | Magic Mike                |      |      | |
| 2013 | Side Effects              |      |      | |
| 2013 | Side Effects              |      |      | فيلم تلفزيوني                                                                                          |

## روابط خارجية
- ستيفن سودربرغ على موقع IMDb (الإنجليزية)
- ستيفن سودربرغ على موقع ميتاكريتيك (الإنجليزية)
- ستيفن سودربرغ على موقع الموسوعة البريطانية (الإنجليزية)
- ستيفن سودربرغ على موقع روتن توميتوز (الإنجليزية)
- ستيفن سودربرغ على موقع مونزينجر (الألمانية)
- ستيفن سودربرغ على موقع قاعدة بيانات الأفلام العربية
- ستيفن سودربرغ على موقع ألو سيني (الفرنسية)
- ستيفن سودربرغ على موقع ميوزك برينز (الإنجليزية)
- ستيفن سودربرغ على موقع تيرنر كلاسيك موفيز (الإنجليزية)
- ستيفن سودربرغ على موقع أول موفي (الإنجليزية)